# سه‌پنجه
سه پنجه روستایی در دهستان پساکوه بخش زاوین شهرستان کلات استان خراسان رضوی ایران است.

## جمعیت
بر پایه سرشماری عمومی نفوس و مسکن در سال ۱۳۹۵ این روستا بدون جمعیت بوده‌است.